# Remco Heerkens
Remco Heerkens (IJsselstein, 4 juli 1977) is een voormalig Nederlandse profvoetballer. Hij sloot zijn loopbaan af als middenvelder bij SC Feyenoord. Hij is inmiddels algemeen directeur van het bedrijf The Project en woont in Capelle aan den IJssel. Hij is ook coördinator tussen profclub Feyenoord en Academy Partners.

## Clubstatistieken
| seizoen | club            | land      | competitie     | duels | goals |
| ------- | --------------- | --------- | -------------- | ----- | ----- |
| 1994/95 | Excelsior       | Nederland | Eerste divisie | 1     | 0     |
| 1995/96 | Excelsior       | Nederland | Eerste divisie | 21    | 2     |
| 1996/97 | Excelsior       | Nederland | Eerste divisie | 28    | 3     |
| 1997/98 | Excelsior       | Nederland | Eerste divisie | 21    | 2     |
| 1998/99 | Excelsior       | Nederland | Eerste divisie | 31    | 3     |
| 1999/00 | RBC Roosendaal  | Nederland | Eerste divisie | 34    | 3     |
| 2000/01 | RBC Roosendaal  | Nederland | Eredivisie     | 28    | 0     |
| 2001/02 | RBC Roosendaal  | Nederland | Eerste divisie | 15    | 2     |
| 2001/02 | ADO Den Haag    | Nederland | Eerste divisie | 16    | 0     |
| 2002/03 | ADO Den Haag    | Nederland | Eerste divisie | 24    | 1     |
| 2003/04 | Rot-Weiss Essen | Duitsland | 2. Bundesliga  | 12    | 0     |
| 2004/05 | FC Dordrecht    | Nederland | Eerste divisie | 30    | 3     |
| 2005/06 | FC Dordrecht    | Nederland | Eerste divisie | 3     | 0     |
| 2005/06 | KV Oostende     | België    | Tweede klasse  | 29    | 1     |
| 2006/07 | FC Omniworld    | Nederland | Eerste divisie | 29    | 2     |
| 2007/08 | FC Omniworld    | Nederland | Eerste divisie | 11    | 2     |
| 2008/09 | FC Omniworld    | Nederland | HoofdKlasse    | -     | -     |
| 2009/10 | FC Omniworld    | Nederland | Hoofdklasse    | -     | -     |
| 2010/11 | SC Feyenoord    | Nederland | Hoofdklasse    | -     | -     |
| 2011/12 | VV Vianen       | Nederland | Vierde klasse  | -     | -     |